# Palazzo Sessoriano

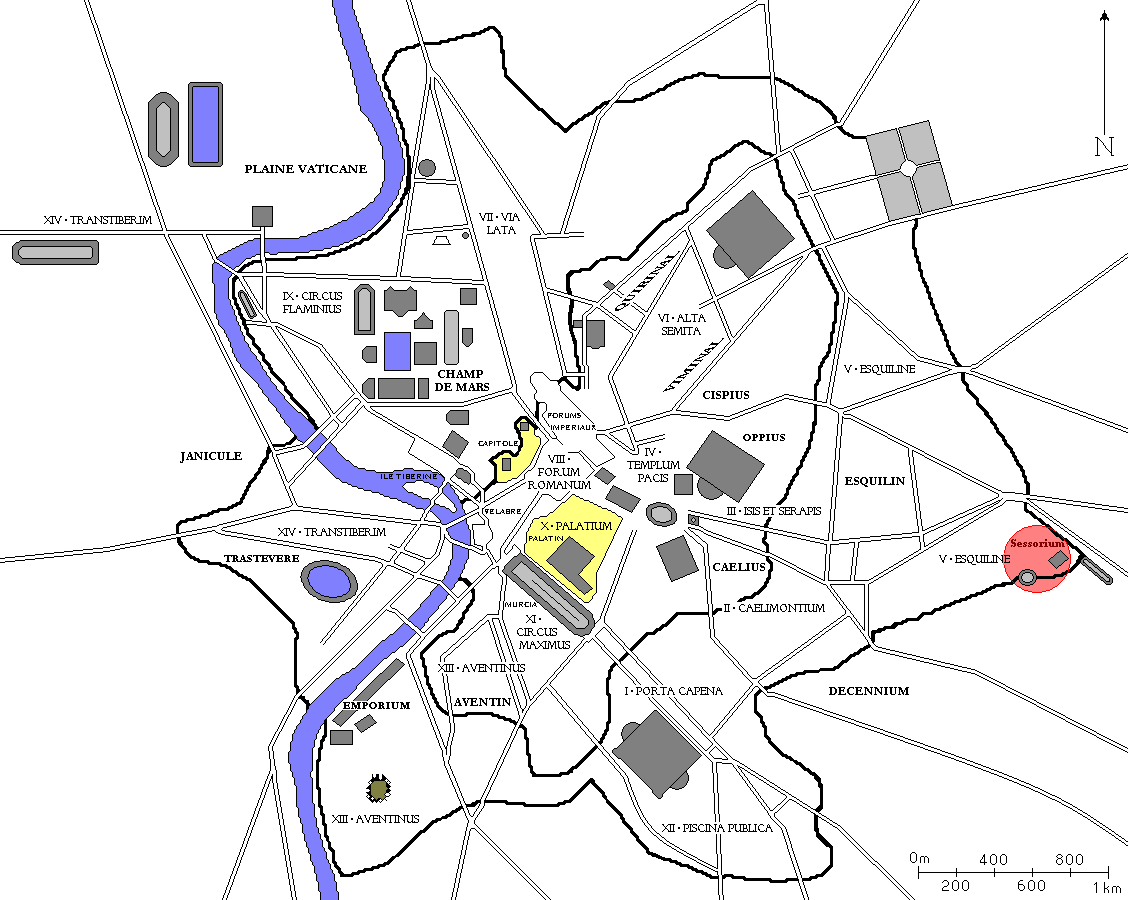
Posizione del Sessorium

Il Palazzo Sessoriano (in origine Sessorium) fu un complesso residenziale di epoca imperiale edificato da Settimio Severo e terminato da Eliogabalo all'interno degli Horti Variani, situati all'estremità sudest della Regio V Esquiliae di Roma presso l'Acquedotto Claudio.

## Storia
L'Historia Augusta mostra Elagabalo alla fine del 221 mentre dispone, proprio al Sessorium, l'assassinio di Alessandro Severo (ordine che susciterà l'insubordinazione della Guardia pretoriana) e come l'ordine gli costerà il trono e la vita.
Tra il 271 e il 275 la cinta delle mura Aureliane incorporò la maggior parte del Sessorium, tranne la pista e le gradinate del circo, trasformando in bastione l'Anfiteatro Castrense.
All'inizio del IV secolo il complesso divenne la residenza di Elena, madre di Costantino. L'imperatrice rinnovò le terme, che presero così il nome di Terme Eleniane. A metà del IV secolo, a giudicare dalle tecniche costruttive, una grande sala rettangolare lunga 36 metri e larga 22 fu trasformata in Basilica cristiana (il Liber Pontificalis attribuisce la trasformazione direttamente a Costantino). Qui, secondo la tradizione cristiana, sarebbero state conservate in una cappella le reliquie che Elena aveva riportato da Gerusalemme.
La basilica, definitivamente ristrutturata nel XVIII secolo da Papa Benedetto XIV prese così il nome di Santa Croce in Gerusalemme, e incorporò tutti gli edifici del Sessorium.

## Struttura
Il complesso era costituito da un palazzo, le terme, l'Anfiteatro castrense, il Circo Variano, giardini ed altri edifici di cui ci è ormai ignota la destinazione.

## Galleria d'immagini

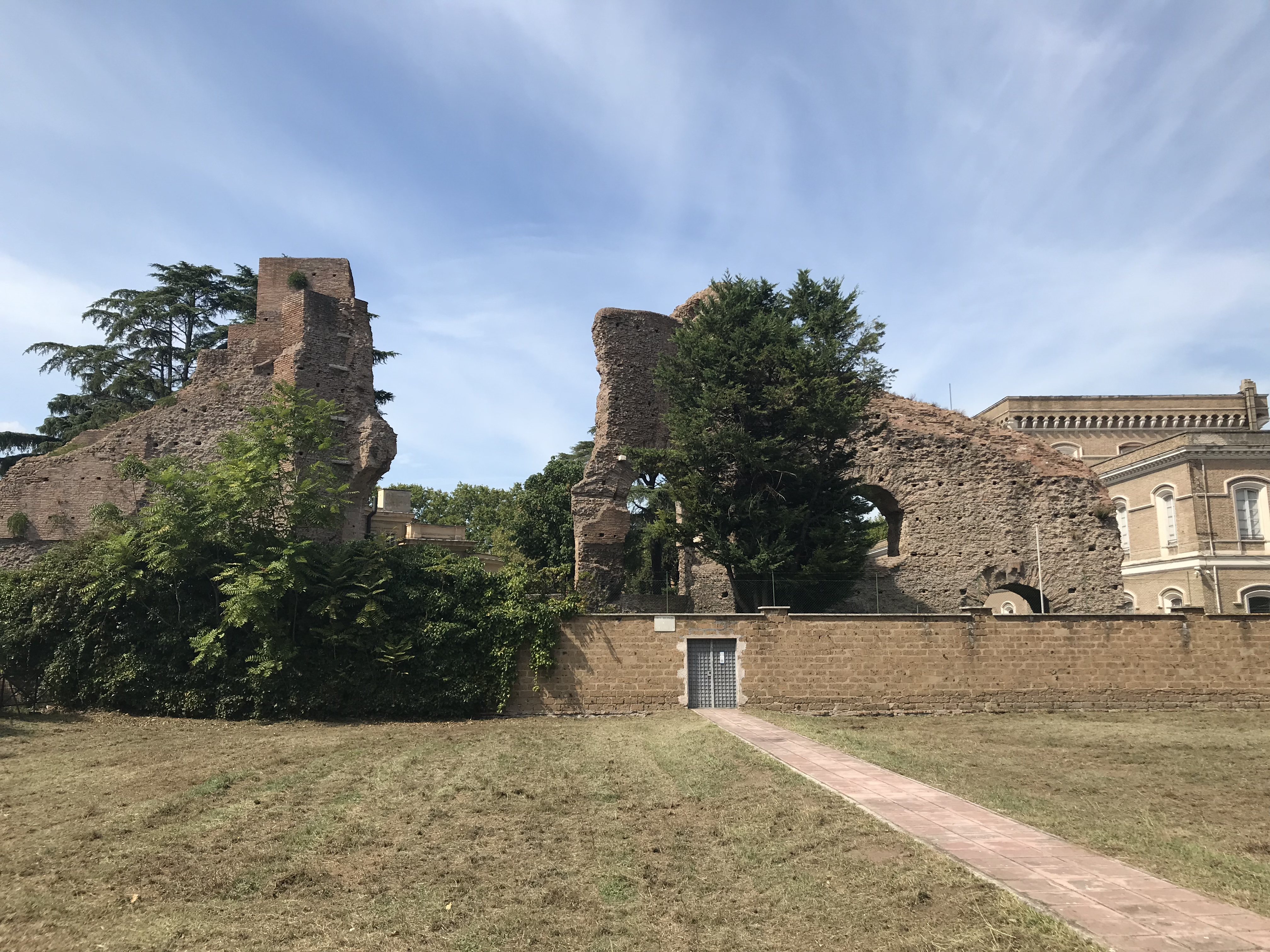
Resti dell’abside della basilica civile
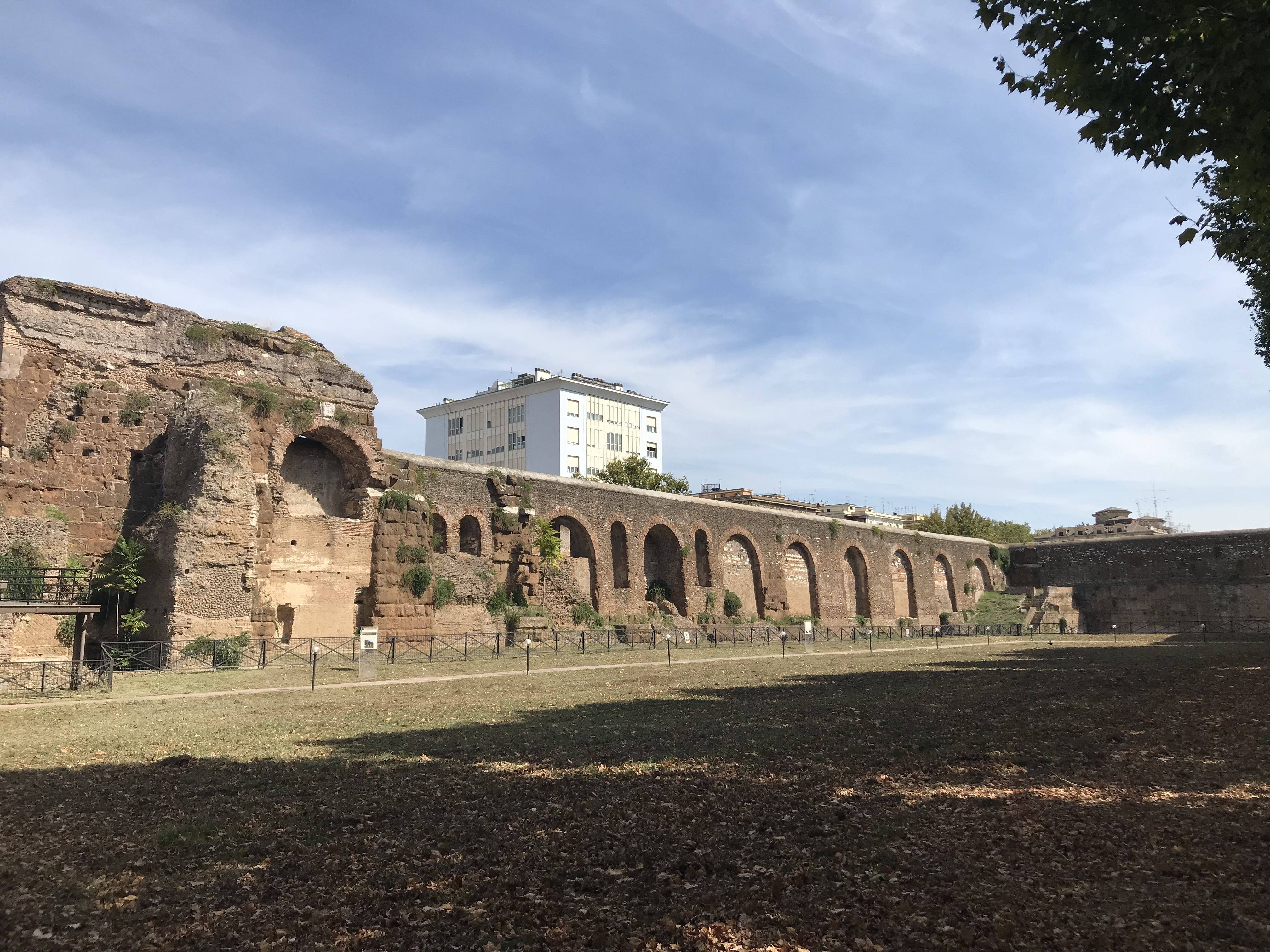
Le arcate dell'Aqua Claudia, poi integrate nella cinta delle mura aureliane
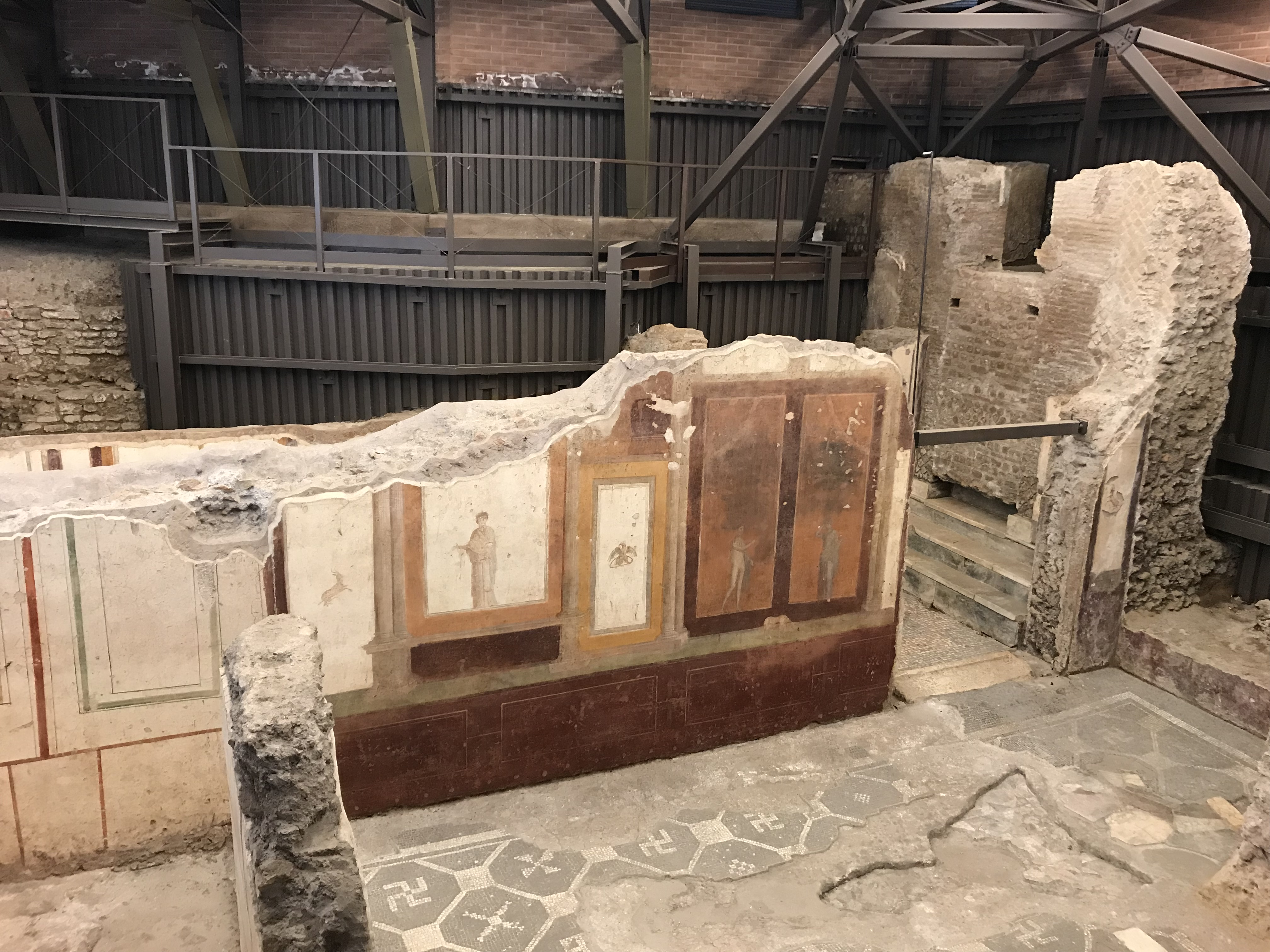
Resti della domus di Aufidia Cornelia Valentilla